# Torqueola monophaes
Torqueola monophaes is een vlinder van de familie van de grasmotten (Crambidae). De wetenschappelijke naam van deze soort is voor het eerst voorgesteld als Pionea monophaes door Oswald Bertram Lower in een publicatie uit 1902.
De soort komt voor in Australië (Queensland).